# Fedor Poljakov
Fedor Poljakov (russisch Фёдор Борисович Поляков, Transliteration Fjodor Borisowitsch Poljakow; * 15. September 1959 in Moskau) ist ein deutscher Slawist und klassischer Philologe russischer Abstammung.

## Leben
Der Sohn des russischen Experten für Griechische Paläographie, Byzantinistik und Neogräzistik Boris Fonkič (1938–2021) wuchs in Moskau auf und studierte von 1976 bis zu seiner Ausreise 1981 in die Bundesrepublik Deutschland an der Philologischen Fakultät der Moskauer Staatlichen Lomonosov-Universität Klassische Philologie sowie bei Boris Andrejewitsch Uspenski und Nikita Iljitsch Tolstoi Russistik. Im Anschluss war er zunächst wissenschaftlicher Mitarbeiter am Institut für Slawistik der Universität Erlangen bzw. ebendort am Lehrstuhl für Theologie und Geschichte des christlichen Ostens
bei Fairy von Lilienfeld, sodann am Institut für Altertumskunde der Universität Köln, an dem er 1985 bei Reinhold Merkelbach im Fach Klassische Philologie promovierte. Ebenda war Poljakov von 1984 bis 1990 Assistent an der Abteilung Byzantinistik und Neogräzistik bei Peter Schreiner.
Ein Habilitationsstipendium der Fritz Thyssen Stiftung und ein Visiting Scholarship der Universität Oxford begleiteten Poljakovs Weg zur Habilitation im Fach Slawische Philologie an der Universität Trier im Jahr 1992. In den Folgejahren übernahm der Privatdozent Lehrstuhlvertretungen an den Universitäten Universität Konstanz, Universität Würzburg und Universität Wien, konnte in drei Auswahlverfahren Listenplätze erreichen und erhielt eine Heisenberg-Professur der Deutschen Forschungsgemeinschaft an der Ludwig-Maximilians-Universität München sowie ein Forschungsstipendium der Alexander-Onassis-Stiftung.
Von 2001 bis 2003 war er Mitarbeiter der Balkan-Kommission der Österreichischen Akademie der Wissenschaften in Wien. Danach lehrte er als Gastprofessor an der Universität Wien. Seit 2005 ist er Universitätsprofessor für Russische und Ostslawische Literaturen am Institut für Slawistik der Universität Wien.

## Forschungsschwerpunkte
Seine Hauptinteressen sind die russische Exilkultur im europäischen Kontext, russische Symbolik, Geschichte der russischen Wissenschaft (klassische, byzantinische, slawische und orientalische Studien), deutsch-russische literarische Interaktionen im 20. Jahrhundert, Aspekte der Zweisprachigkeit in der russischen modernen und zeitgenössischen Kultur mit Besonderer Hinweis auf die französisch-, englisch- und deutschsprachige Welt, polnische, ukrainische und russische Barockliteratur im 17. Jahrhundert, Rezeption des byzantinischen Erbes in der mittelalterlichen Rus und in Russland, Geschichte byzantinischer und slawischer Manuskripte in russischen und ukrainischen Sammlungen und Rezeption der antike griechische, römische und altorientalischen Traditionen in der russischen Kultur.

## Schriften (Auswahl)
- Die Inschriften von Tralleis (= Die Inschriften von Tralleis und Nysa Teil 1; Die Inschriften griechischer Städte aus Kleinasien Bd. 36, 1). Habelt, Bonn 1989, ISBN 3-7749-2221-7.
- mit Carmen Sippl: A. S. Puškin im Übersetzungswerk Henry von Heiselers (1875–1928). Ein europäischer Wirkungsraum der Petersburger Kultur. München 1999, ISBN 3-87690-753-5.
- Literarische Profile von Lev Kobylinskij-Ėllis im Tessiner Exil. Forschungen – Texte – Kommentare. Köln 2000, ISBN 3-412-07899-9.
- mit Lazar Fleishman: Across borders. 20th century Russian literature and Russian-Jewish cultural contacts. Essays in honor of Vladimir Khazan. Berlin 2018, ISBN 978-3-631-76163-2.